# 中越典子
中越 典子（なかごし のりこ、1979年〈昭和54年〉12月31日 - ）は、日本の女優、タレント。
佐賀県佐賀市出身、キューブ所属。夫は俳優の永井大。

## 来歴
佐賀県立佐賀北高等学校（芸術コース）を卒業 後上京。在学中の1998年にファッション雑誌『ViVi』でモデルとしてデビュー。
1999年、オーディション情報誌『月刊デ・ビュー』主催の募集情報を通じて、キューブ所属となる。同年、テレビ朝日『天国のKiss』で女優デビュー。以後『王様のブランチ』などテレビに出演。2000年に東京デザイン専門学校工芸アクセサリー科を卒業。
2003年、NHKの連続テレビ小説『こころ』のオーディションに5回目の挑戦で合格。ヒロイン・末永こころ役で主演したのがきっかけでブレイク。2004年、フジテレビと韓国との共同制作ドラマ『STAR'S ECHO（スターズ・エコー）』で民放初主演。またフジテレビ月9ドラマ『プライド』にも出演。2005年のNHK大河ドラマ『義経』では建礼門院徳子役として出演、同じくNHKのバラエティ『サラリーマンNEO』にも2006年の定時放送開始からレギュラー出演しコントに出演、2000年代後半以降はナレーションもこなすなど、芸域を広げている。
2014年1月、ドラマ『サラリーマン金太郎2』で共演した俳優の永井大と結婚することが報じられた。婚姻届は同年12月30日に提出。2015年8月2日に、挙式・披露宴を行った。
2016年、佐賀市プロモーション大使に就任。
2016年12月17日、第1子妊娠を報告。2017年5月3日、第1子男児を出産。
2018年7月20日開演の舞台『レインマン』への出演が予定されていたが、健康上の理由により降板することが5月12日に発表された。翌13日、第2子妊娠が報じられ、7月5日に自身のインスタグラムにおいて正式に発表した。11月22日、第2子女児を出産。

## 人物
- 3姉妹の末っ子[19]。身長163cm、スリーサイズB78-W56-H82。血液型O型。趣味は陶芸[1]、人形作り[20]、絵画[19]。
- 芸能界入りについては、事務所が決まった後に両親に報告したがすぐには納得してもらえず、事務所の社長も訪れて直接両親と話をしたが「1年やって芽が出なかったら、専門学校卒業のタイミングで佐賀に戻って来い」という“期限付き”で了承してもらえた[21]。しかし『王様のブランチ』の番組卒業後はしばらく仕事がない時期が続く。「これがダメだったら佐賀へ戻ろう」と思って受けたのがNHK連続テレビ小説『こころ』のオーディションであったという[21]。
- 2007年、母校の佐賀県立佐賀北高等学校が第89回全国高等学校野球選手権大会で決勝戦に進出した際、急遽甲子園球場へ応援に駆け付け、母校は優勝を決めた。試合後に取材を受けた際、8回裏に逆転満塁ホームランが出た瞬間「かぶってた帽子は飛ばしちゃったし、サングラスは自分で踏んで壊しちゃいました」と言うほどに母校の優勝を喜んだ[22][23]。

## 出演

### テレビドラマ
- 天国のKiss（1999年7月 - 9月、テレビ朝日） - 佐藤碧 役
- ストレートニュース（2000年10月 - 12月、日本テレビ） - 岡田襟 役
- HERO 第2話（2001年、フジテレビ）
- 初体験（2002年1月 - 3月、フジテレビ） - 橘リエ 役
- TRICK2（2002年、テレビ朝日）エピソード5 妖術使いの森 - 石橋 役
- 連続テレビ小説（NHK） 
  - こころ（2003年） - 主演・末永（朝倉）こころ 役
  - ブギウギ（2023年） - 西野キヌ 役[24]
- プライド（2004年1月 - 3月、フジテレビ） - 相澤百合 役
- 日韓共同制作ドラマ04'「STAR'S ECHO」（2004年1月30日、フジテレビ） - 主演・橘美咲 役[9]
- 離婚弁護士 第2話（2004年、フジテレビ） - 小川奈緒 役
- ミステリー民俗学者 八雲樹 第3・4話（2004年、テレビ朝日） - 衣川葉月 役
- 義経（2005年、NHK） - 建礼門院徳子 役
- 負け犬の遠吠え（2005年1月8日、日本テレビ） - 小倉美帆 役
- おとなの夏休み（2005年7月 - 9月、日本テレビ） - 蔵田優 役
- ウーマンズ・アイランド〜彼女たちの選択〜（2006年、日本テレビ） - 小森葉月 役
- ある愛の詩（2006年3月27日、TBS） - 恵 役
- 警視庁捜査一課9係シリーズ（テレビ朝日） - 石川倫子 役[25]
  - 警視庁捜査一課9係（2006年4月 - 6月）
  - 警視庁捜査一課9係 スペシャル（2006年12月27日）
  - 警視庁捜査一課9係 season2（2007年4月 - 6月）
  - 警視庁捜査一課9係 season3（2008年4月 - 6月）
  - 新・警視庁捜査一課9係 season1（2009年7月 - 9月）
  - 新・警視庁捜査一課9係 season2（2010年6月 - 9月）
  - 新・警視庁捜査一課9係 season3（2011年7月 - 9月）
  - 警視庁捜査一課9係 season7（2012年7月 - 9月）
  - 警視庁捜査一課9係 season8（2013年7月 - 9月）
  - 警視庁捜査一課9係 season10（2015年4月 - 7月）[26]
- エル・ポポラッチがゆく!!（2006年、NHK） - バーガー屋さん 役
- トップキャスター 第8話（2006年、フジテレビ） - 内藤久美 役
- ドラマ・コンプレックス「恋人たちの記憶」（2006年7月25日、日本テレビ） - 主演・木野茉莉子 役
- 火曜ドラマゴールド（日本テレビ）
  - 「ビネツ 〜美肌の誘惑 現代エステ大奥物語〜」（2006年11月21日） - 和倉麻美 役
  - 「30億円ダイヤ強奪! 保険調査員 村木修介の災難」（2007年2月27日） - 森野響子 役
- 白虎隊（2007年1月6日・7日、テレビ朝日） - 山本八重子 役
- 必殺仕事人シリーズ（2007年 - 、朝日放送・テレビ朝日） - 渡辺ふく 役
  - 必殺仕事人2007（2007年7月7日）
  - 必殺仕事人2009（2009年1月 - 6月）
  - 必殺仕事人2010（2010年7月10日）
  - 必殺仕事人2012（2012年2月19日）
  - 必殺仕事人2013（2013年2月17日）
  - 必殺仕事人2014（2014年7月27日）
  - 必殺仕事人2015（2015年11月29日）
  - 必殺仕事人2016（2016年9月25日）[27]
  - スペシャルドラマ必殺仕事人（2018年1月7日）[28]
  - 必殺仕事人2019（2019年3月10日）
  - 必殺仕事人2020（2020年6月28日）
- 陽炎の辻〜居眠り磐音 江戸双紙〜シリーズ（NHK） - おこん役
  - 陽炎の辻〜居眠り磐音 江戸双紙〜（2007年7月 - 10月）
  - 陽炎の辻2〜居眠り磐音 江戸双紙〜（2008年9月 - 11月）
  - 陽炎の辻〜居眠り磐音 江戸双紙〜 正月スペシャル「夢の通い路」（2009年1月3日）
  - 陽炎の辻3〜居眠り磐音 江戸双紙〜（2009年4月 - 8月）
  - 陽炎の辻〜居眠り磐音 江戸双紙〜 正月スペシャル「海の母」（2010年1月1日）
  - 陽炎の辻〜居眠り磐音 江戸双紙〜 正月スペシャル「完結編」（2017年1月2日）[29]
- 4姉妹探偵団（2008年1月 - 3月、朝日放送・テレビ朝日） - 佐々本真理 役
- ケータイ捜査官7（2008年8月、テレビ東京） - 高垣詩緒里 役
- イケ麺そば屋探偵〜いいんだぜ!〜 エピソード2（2009年4月19日/26日、日本テレビ） - ゆり 役
- 誘拐（2009年8月、WOWOW） - 関口純子役
- 金曜ナイトドラマ「サラリーマン金太郎2」（2010年2月5日/12日、テレビ朝日） - 池野初音 役
- 第9回文芸社ドラマスペシャル「ペーパー離婚〜娘の結婚VS親の離婚〜」（2010年2月7日、テレビ朝日） - 高山菜穂子 役
- 地下鉄サリン事件 15年目の闘い〜あの日、霞ヶ関で何が起こったのか〜（2010年3月20日、フジテレビ） - 高橋美雪 役
- 月曜ゴールデン (TBS)
  - 「無敵のおばさん小早川千冬・正義の事件簿」（2010年6月28日） - 飯島奈津子 役
  - 「さすらいのプラチナワゴン〜歌手・美波丈太朗の事件簿〜」（2012年12月3日） - 神木七海 役
- スクール!! 第1話ゲスト（友情出演）（2011年1月16日、フジテレビ）
- 風をあつめて（2011年2月11日、NHK） - 浦上攝 役
- 故郷 〜娘の旅立ち〜（2011年7月5日、フジテレビ） - 佐伯梢 役
- 最後の絆 沖縄・引き裂かれた兄弟 〜鉄血勤皇隊と日系アメリカ兵の真相〜（2011年8月13日、フジテレビ） - 古謝幸子 役
- CBC開局60周年記念スペシャルドラマ 初秋（2011年10月8日、CBC/TBS） - ベーコ 役[30]
- 世にも奇妙な物語 2011年 秋の特別編「憑かれる」（2011年11月26日、フジテレビ） - 及川真砂子 役
- ラッキーセブン 第7話（2012年2月27日、フジテレビ） - 千崎陽子 役
- NHK佐賀放送局70周年記念地域ドラマ「あのひとあの日」（2012年3月2日放送、NHK佐賀[注 2]） - 大越良子 役
- 向田邦子 イノセント 第2話「きんぎょの夢」（2012年3月31日、WOWOW） - 砂子 役
- プレミアムドラマ 欽ちゃんの初恋（2012年8月19日、NHK BSプレミアム） - みゆき 役
- 土曜ワイド劇場「京都殺人調書」（2012年9月8日、朝日放送・テレビ朝日） - 押忍真理子 役
- 実験刑事トトリ 第1話（2012年11月3日、NHK）
- 押忍!!ふんどし部! 第6話（2013年5月16日、テレビ神奈川） - 中越典子似の女 役
- ダブルトーン 〜2人のユミ〜（2013年6月 - 8月、NHK BSプレミアム） - 主演・中野由巳 役[31][32]
- 金曜プレステージ（フジテレビ）
  - 「山田太一ドラマスペシャル よその歌 わたしの唄」（2013年7月19日） - 村崎秀美 役
  - 「夏樹静子サスペンス 女請負人〜仕掛けられた女の罠〜」（2014年9月12日） - 夜須桃花 役
- あなたに似た誰か 第2話「記憶の海」（2013年8月20日、NHK BSプレミアム） - 梶原早紀 役
- ハードナッツ! 〜数学girlの恋する事件簿〜 第3話（2013年11月3日、NHK BSプレミアム） - 堤彩葉 役
- 神谷玄次郎捕物控シリーズ（NHK BSプレミアム） - お津世 役
  - 神谷玄次郎捕物控（2014年4月4日 - 5月2日）
  - 神谷玄次郎捕物控2（2015年4月3日 - 5月22日）[33][34]
- 死神くん 第7・8話（2014年6月6・13日、テレビ朝日） - 内田美恵 役
- 女はそれを許さない 第1話（2014年10月21日、TBS） - 野田さやか 役
- Nのために 第4話 - 最終話（2014年11月7日 - 12月19日、TBS） - 西崎美雪 役
- 37.5℃の涙 第1話（2015年7月9日、TBS） - 森聡美 役
- 花咲舞が黙ってない 第2シリーズ 第4話（2015年7月29日、日本テレビ） - 前原美樹 役
- 京都人の密かな愉しみ 夏 真名井の女（2015年8月15日、NHK BSプレミアム）
- 掟上今日子の備忘録 第1話（2015年10月10日、日本テレビ） - 岐阜部ながめ 役[35]
- ザ・ドライバー（2015年10月11日、テレビ朝日） - 青山涼子 役[36]
- 仮カレ（2015年11月3日 - 12月12日、NHK BSプレミアム） - 原田美樹 役[37]
- 釣りバカ日誌〜新入社員 浜崎伝助〜 第3話（2015年11月6日） - 宮本彩 役
- このミステリーがすごい! ベストセラー作家からの挑戦状「ポセイドンの罰」（2015年11月30日） - 三峰遥子 役
- 撃てない警官（2016年1月10日 - 2月7日、WOWOW） - 柴崎雪乃 役[38]
- フラジャイル 第4話（2016年2月3日、フジテレビ） - 安田春香 役[39]
- 嫌われ監察官 音無一六（テレビ東京） - 三条渚 役
  - 第3作（2016年2月24日）
  - 第4作（2017年1月18日）
  - 第5作（2018年7月6日）
  - Season1 第4話（2022年5月27日）
- 天才バカボン〜家族の絆〜（2016年3月11日、日本テレビ） - ママの同級生 役
- ドクター調査班〜医療事故の闇を暴け〜（2016年4月22日 - 、テレビ東京） - 岩崎佐和 役[40]
- 警視庁さがし物係（2018年2月11日、テレビ朝日）  - 新田沙織 役[41]
- 特捜9シリーズ（テレビ朝日） - 浅輪倫子 役
  - 特捜9（2018年4月 - 6月）
  - 特捜9スペシャル（2019年4月7日）
  - 特捜9 season2（2019年4月 - 6月）
  - 特捜9 season3（2020年4月 - 6月）[注 3]
  - 特捜9 season4（2021年4月 - 6月）
  - 特捜9 season5（2022年4月 - 6月）[42]
  - 特捜9 season7（2024年4月 - 6月）[43]
  - 特捜9 final season（2025年4月 - 6月）[44]
- Missデビル 人事の悪魔・椿眞子 第2話（2018年4月21日、日本テレビ） - 小早川夏月 役[45]
- ラジエーションハウス〜放射線科の診断レポート〜 第2話（2019年4月15日、フジテレビ） - 千葉美佐子 役[46]
- スーパー戦隊シリーズ（テレビ朝日）
  - 騎士竜戦隊リュウソウジャー 第13話（2019年6月9日） - 狩野澪子 役[47]
  - ナンバーワン戦隊ゴジュウジャー（2025年2月16日 - ） - 飯島佐織 役[48]
- らせんの迷宮〜DNA科学捜査〜 第2話（2021年10月22日、テレビ東京） - 遠山鮎子 役
- 連続ドラマW 雨に消えた向日葵（2022年7月24日 - 8月21日、WOWOW）- 大前緋沙子 役[49]
- ファーストペンギン!（2022年10月5日 - 12月7日、日本テレビ） - 片岡みやこ 役[50]
- 婚活1000本ノック（2024年1月17日 - 3月20日、フジテレビ） - 鳥羽ちゃん / 鳥羽奈々 役[51]
- マウンテンドクター（2024年7月22日 -、関西テレビ） - 折原美鈴 役
- 憶えのない殺人（2025年2月22日、NHK BS / 放送日未定、NHK BSプレミアム4K） - 佐治花澄 役[52][53]
- 浮浪雲（2026年〈予定〉 - 、NHK BS・NHK BSプレミアム4K）[54]

### 映画
- オムニバス映画『恋文日和』「便せん日和」（2004年12月4日公開、シネカノン） - 永野美子 役[55]
- 四日間の奇蹟（2005年6月4日公開、東映） - 長谷川未来 役[56]
- ストロベリーショートケイクス（2006年9月23日公開、アップリンク） - ちひろ 役[57]
- オムニバス映画『コワイ女』「カタカタ」（2006年11月25日公開、アートポート） - 主演・吉沢加奈子 役[58]
- 夕凪の街 桜の国（2007年） - 利根東子 役
- 俺は、君のためにこそ死ににいく（2007年） - 鶴田一枝 役
- 1303号室（2007年） - 緑川真利子 役
- グミ・チョコレート・パイン（2007年） - タクオが憧れる女教師 役
- おろち（2008年） - 門前理沙 役
- シャカリキ!（2008年） - 野々村さゆり 役
- ドロップ（2009年） - 信濃川ユカ 役
- 孤高のメス（2010年） - 大川翔子 役
- 岳-ガク-（2011年） - 梶陽子 役
- サラリーマンNEO 劇場版(笑)（2011年） - 大橋希美 役
- 死神失格（2013年3月26日上映） - 患者の妻 役[59]
  - 第5回沖縄国際映画祭にてショートフィルムとして特別上映された
- マダム・マーマレードの異常な謎（テレビ東京）
  - 出題編（2013年10月25日公開）
- 劇場版 零〜ゼロ〜（2014年9月26日、KADOKAWA）
- 救いたい（2014年11月22日公開） - 吉田美菜 役
- 関ヶ原（2017年8月26日公開） - 花野 役[60]
- 宮松と山下（2022年11月18日公開） - 藍 役[61]
- シンペイ〜歌こそすべて（2025年1月10日公開） - 喜代治 役[62]
- ナンバーワン戦隊ゴジュウジャー 復活のテガソード（2025年7月25日公開） - 飯島佐織 役[63]

### 舞台
- LOVE LETTERS（2004年12月、PARCO劇場）
- ダブリンの鐘つきカビ人間（2005年10月28日 - 11月13日、ル テアトル銀座 / 11月18日 - 20日、シアター・ドラマシティ ほか）[64]
- 犯さん哉（2007年10月、PARCO劇場）
- 細雪（2008年6月：帝国劇場、2009年9月 - 10月：御園座ほか、2011年10月：帝国劇場） - 四女・妙子 役
- 冬の絵空（2008年12月 - 2009年2月）
- W 〜ダブル（2010年8月 - 9月：ル テアトル銀座ほか） - フランソワーズ 役[注 4]
- 金閣寺（2011年1月 - 2月：神奈川芸術劇場、2012年1月 - 2月：赤坂ACTシアター） - 有為子 役
- 黒い十人の女 version100℃（2011年5月 - 6月、青山円形劇場）
- こどもの一生（2012年11月 - 12月、PARCO劇場ほか）[65]
- ヴィーナス・イン・ファー（2013年6月、シアターコクーン） - ヴァンダ 役[66]
- マイ・ロマンティック・ヒストリー〜カレの事情とカノジョの都合（2013年8月、シアタークリエ） - エイミー 役[67]
- 直人と倉持の会 vol.1 夜更かしの女たち（2013年12月13日 - 本多劇場 他） - トワコ 役[68]
- 皆既食 -Total Eclips-（2014年11月7日 - 11月29日、Bunkamuraシアターコクーン / 12月4日 - 12月7日、シアターBRAVA!、作：クリストファー・ハンプトン、演出：蜷川幸雄） - マチルド・ヴェルレーヌ 役[69]
- 藪原検校（2015年2月23日 - 3月20日、世田谷パブリックシアター） - お市 役[70]

### テレビアニメ
- 大人女子のアニメタイム「夕餉」（2013年3月10日、BSプレミアム） - 美々 役[71]

### 配信
- 悪の教典-序章-（2012年、BeeTV） - 水落聡子 / 釣井景子 二役[72]
- 人生投資案内人　林田唯（2022年1月13日-、YouTube）- 主演・林田唯 役[73]
- 山田クソ男の3本ノック（2024年3月20日、FOD） - 鳥羽奈々 役[74]

### 情報番組
- 王様のブランチ（2000年4月 - 2002年1月、TBS）
- 極める!（2010年11月1日 - 11月22日、NHK教育）「京美人学」 - 聞き手（語り）
- ホンネ日和（2011年4月3日 - 2012年3月25日、中部日本放送） - ナレーション
- 恋する雑貨（2012年4月 - 、NHK BSプレミアム） - 旅人
- ココロとカラダ満つる時間 宿坊（奈良・信貴山玉蔵院）（2012年8月21日、NHK BSプレミアム） - ナビゲーター[75]
- 趣味どきっ!「梨本家の快適!リモート生活術」（2021年3月29日 - 、NHK Eテレ） - ママ 役

### ドキュメンタリー
- NHKハイビジョン特集『世界遺産・姫路城白鷺（さぎ）の迷宮・400年の物語』（2004年6月14日、NHK BS-hi）[76]
- JNN共同制作番組「夜空の万華鏡 ニッポン花火物語」（2007年3月21日、東北放送）
- エチカの鏡〜ココロにキクTV〜（2008年11月23日、フジテレビ） - ナビゲーター
- 奇跡の地球物語〜近未来創造サイエンス （テレビ朝日） - ナレーション
  - 第13回「大気 〜目には見えない生命維持装置〜」（2010年1月17日）
  - 第19回「暦 〜秘められた宇宙と権力〜」（2010年2月28日）
- がばい元気宣言「あの夏のつづき 佐賀北甲子園優勝メンバーの今」（2012年9月15日、NHK佐賀放送局制作） - ナレーション
- ネイチャードキュメントシリーズ ボクらの地球「イルカの島の奇跡 東京の秘境・御蔵島」（2012年11月3日、BS朝日） - ナビゲーター
- ガチアジア（2013年4月25日、九州・沖縄各県のNHK） - ナビゲーター
- 美の巨人たち放送700回記念「劇的空間!ローマ・ヴァチカン〜天才たちが鎬を削った美の饗宴」（2014年5月17日〈前編〉・5月24日〈後編〉） - ゲストナレーション
- 中越典子の美食と焼き物の旅（2015年3月22日、BS朝日） - 旅人

### バラエティ
- 平成日本のよふけ（2001年、フジテレビ）アシスタント
- 実験家族（2001年4月 - 7月、BSフジ） - アルミ 役
- 謎のホームページ・サラリーマンNEO Season1（2006年4月 - 9月、NHK） 一人芝居のコーナーも担当している
- サラリーマンNEO Season2（2007年4月 - 9月、NHK）
- ホレゆけ!スタア☆大作戦 〜まりもみ危機一髪!〜#16ゲスト（2007年、キューブ・ポニーキャニオン）
- あっぱれ!!さんま新教授（2007年10月 - 2009年9月、フジテレビ） - 準レギュラー
- サラリーマンNEO Season3（2008年4月 - 9月、NHK）
- サラリーマンNEO Season4（2009年4月 - 9月、NHK）
- サラリーマンNEO Season5（2010年4月 - 9月、NHK）
- 熱中スタジアム（2010年4月 - 2012年2月、NHK BSプレミアム） - 司会
- サラリーマンNEO Season6（2011年5月 - 9月、NHK）

### 語学番組
- 高校講座ベーシック10「国語」（NHK教育）
  - シーズン2（2010年4月9日他）
  - シーズン3（2010年4月6日他）

### 音楽番組
- サウンド・イン"S" 音楽のじかん（2014年9月28日、TBS） - 司会

### CM
- 富士火災海上保険
- 藤沢薬品工業→ゼファーマ→第一三共ヘルスケア
  - エージーノーズ
  - エージーアイズ
  - ミノン アミノモイスト（2024年8月 - ）[77]
- 花王・ビオレ
- 日清食品「麺の達人」（2003年）[78]
- アサヒ飲料「アミノダイエット」（2004年3月 - ）[79]
- 京王電鉄（関東ローカル）
- ハウス食品・カップシチュー、カップdeカレー（姉妹品）
- 富国生命保険
- エコア（九州・山口エリア限定）
- ダイハツ工業・日本のどこかで故郷の島篇
- 花王・エッセンシャル「朝を変える」篇（2015年）[80]
- スズキ「スペーシア」(2020年8月 - ） ※佐藤二朗、芦田愛菜、寺田心と共演